# 2024年のオーストラリア
2024年のオーストラリア （2024ねんのオーストラリア）では、2024年のオーストラリアに関する出来事について記述する。

## 国王等
- 国王（イギリス国王が兼位）
  - 第7代: チャールズ3世 （2022年9月8日 - ）
- 総督
  - 第27代: デイヴィッド・ハーレイ （2019年7月1日 - 2024年7月1日）
  - 第28代: サム・モスティン （2024年7月1日 - ）
- 首相
  - 第31代: アンソニー・アルバニージー （オーストラリア労働党、アルバニージー内閣（英語版）：2022年5月23日 - ）
- 高等裁判所長官（英語版）
  - 第14代: スティーブン・ギャグラー（英語版） （2024年11月6日 - ）

## できごと

### 通年
- 2023-24年のオーストラリアの森林火災（英語版）
- 2024-25年のオーストラリアの森林火災（英語版）

### 1月

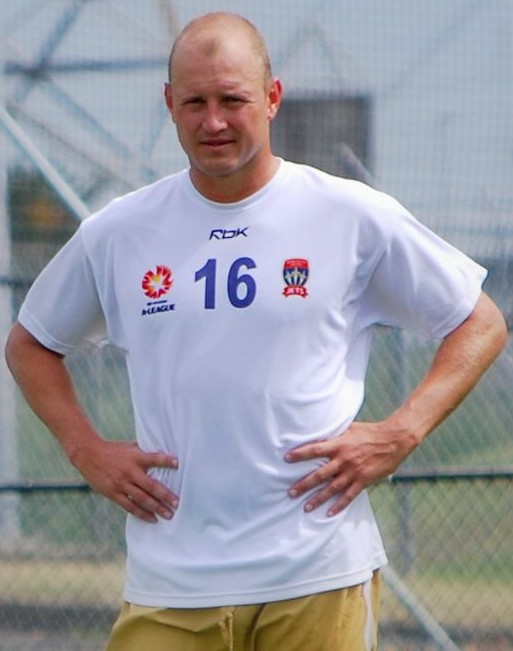
スティーブン・レイバット

- 1月14日～28日 - 2024年全豪オープン
  - オーストラリア人では、男子ダブルスでマシュー・エブデンが初優勝[1]。
- 1月25日 - ビクトリア州メルボルンのジェームズ・クックとヴィクトリア女王の像が破壊された[2]。

### 2月
- 2月2日～18日 - 2024年世界水泳選手権
  - 2024年世界水泳選手権オーストラリア選手団（英語版）
  - 獲得メダルは24枚で中国に次ぐ2位だった。
- 2月中旬 - ニューサウスウェールズ州シドニーの多数の学校、病院、公園などでアスベストが検出された[3]。

### 3月
- 3月24日 - 2024年オーストラリアグランプリ（アルバート・パーク・サーキット）
  - オーストラリア人では、オスカー・ピアストリが6位、ダニエル・リカルドが18位
- 3月31日 - 2024年のNBLファイナル（英語版）でタスマニア・ジャックジャンパーズがメルボルン・ユナイテッドを3勝2敗で破って創設3年目で初優勝[4]。

### 4月
- 4月13日 - ニューサウスウェールズ州シドニーの商業施設「ウェストフィールド・ボンディ・ジャンクション（英語版）」で刃物による襲撃事件が発生し、6人が死亡、10人以上が負傷[5]。
- 4月15日
  - 2024年のWNBAドラフト（英語版）でニャディウ・プオチ（英語版）が全体12位、イソベル・ボーレーズ（英語版）が全体20位、ジャズ・シェリー（英語版）が全体29位で指名された[6]。
  - ニューサウスウェールズ州シドニー郊外のウェイクリー（英語版）の教会で16歳少年の刃物による襲撃事件が発生し、2人が負傷[7]。

### 5月
- 5月4日 - 西オーストラリア州パース郊外で16歳少年の刃物による襲撃事件が発生[8]。
- 5月11日 - 2024年5月の太陽嵐の影響でタスマニアなどのオーストラリアの広い地域でオーロラが観測された[9]。
- 5月25日 - 2024年Aリーグ・メン・ファイナルシリーズ（英語版）の決勝（英語版）でセントラルコースト・マリナーズFCがメルボルン・ビクトリーFCを延長戦の末、スコア3-1で破って2年連続3度目の優勝[10]。
- 5月31日 - セリエA (サッカー)のACミランとASローマがパース・スタジアム（オプタス・スタジアム）で親善試合を開催[11]。

### 6月
- 6月11日～16日 - 2024年オーストラリア・オープン (バドミントン)（ニューサウスウェールズ州シドニー）
- 6月12日 - 競泳女子200メートル自由形でアリアン・ティットマスが1分52秒23の世界新記録（英語版）を達成（従来の記録はモリー・オキャラハンの1分52秒85）[12]。
- 6月23日 - 2024年スーパーラグビー・パシフィック（英語版）のプレーオフ決勝（英語版）でブルーズがチーフスをスコア41-10で破って21年ぶり4度目の優勝[13]。
- 6月26日 - 2024年のNBAドラフトでジョニー・ファーフィーが2巡目全体35位でメンフィス・グリズリーズから指名された[14]。

### 7月
- 7月12日 - ジェシカ・ハル（英語版）が女子2000メートル競走で5分19秒70の世界新記録を達成[15]。
- 7月14日 - 2024年のMLBドラフトでトラビス・バザーナがオーストラリア出身選手としては史上初となる全体1位指名、国籍にかかわらず二塁手として史上初の全体1位指名となった[16]。
- 7月26日～8月11日 - 2024年パリオリンピック
  - 2024年パリオリンピックのオーストラリア選手団
  - ホッケー男子オーストラリア代表（英語版）のトーマス・クレイグ（英語版）がパリ中心部でコカインを購入したとして逮捕[17]。

### 8月
- 8月13日 - メルボルンが市議会が、電動キックボードのレンタル事業を展開しているライム（英語版）とニューロンの2社に、30日以内にスクーターを撤去させることを決定[18]。

### 11月

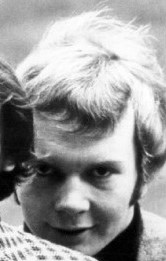
コリン・ピーターセン

- 11月5日 - 競馬・2024年のメルボルンカップ（英語版）でナイツチョイス（英語版）が優勝[19]。
- 11月18日 - 2024 WBSCプレミア12・グループBでオーストラリア代表は1勝4敗の4位となり、スーパーラウンドに進出することなく敗退。
- 11月23日 - デビスカップ2024（英語版）の準決勝でオーストラリア代表がイタリア代表に0-2で敗れて敗退[20]。
- 11月24日 - オーストラリア人選手としてオリンピックで歴代最多のメダルを獲得した競泳のエマ・マキーオンが現役引退を発表[21]。
- 11月29日 - 16歳未満のソーシャル・ネットワーキング・サービス(SNS)の利用を禁止する世界で最も厳しい法案が可決し、早ければ12ヶ月後に施行予定[22]。

### 12月

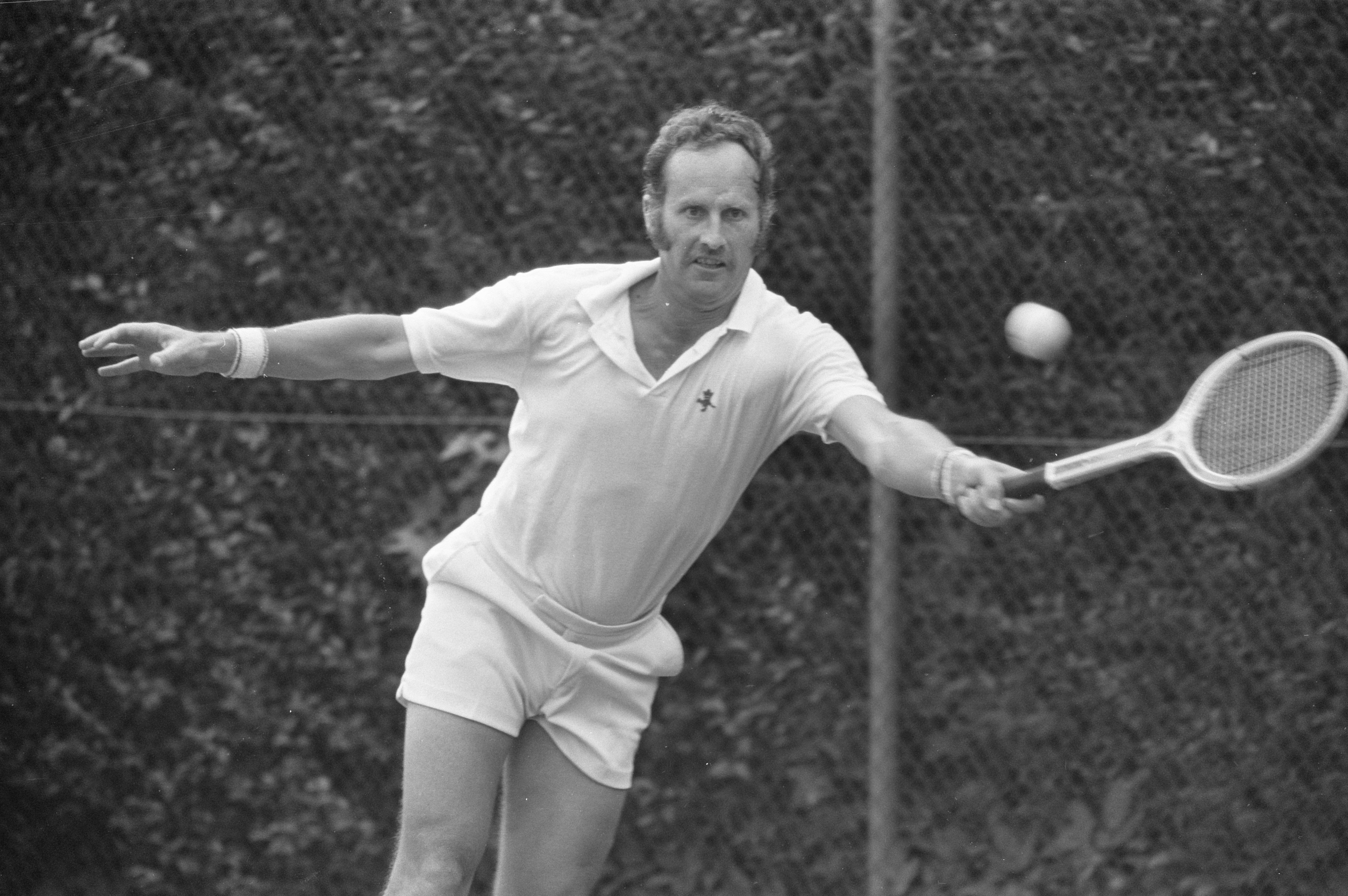
ニール・フレーザー

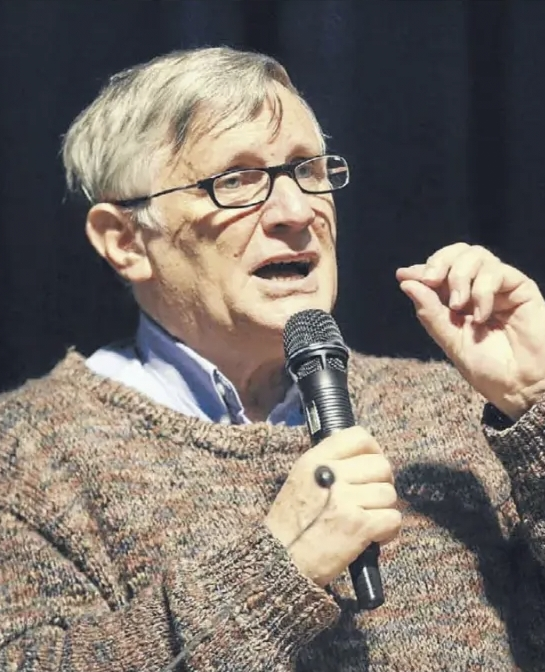
ジョン・マースデン

- 12月16日 - ビクトリア州ウォルピーアップ（英語版）で気温47.1度を記録するなど、南東部の各地で気温が45度を超えた[23]。

## 死去

### 1月
- 1月3日 - リリアン・クロムビー（英語版）：女優、ダンサー（* 1958年）
- 1月12日 - デビッド・ラムズデイン（英語版）：作曲家（* 1931年）
- 1月14日 - スティーブン・レイバット：サッカーオーストラリア代表（* 1977年）
- 1月17日 - アンソニー・ゴベール（英語版）：レーシングドライバー（* 1975年）
- 1月31日 - ジョン・ドッズ：オートバイレーサー（* 1943年）

### 2月
- 2月1日 - ガース・マントン（英語版）：ローイング競技選手、1956年メルボルンオリンピック銅メダリスト（* 1929年）
- 2月10日 - フランク・ハウソン（英語版）：映画監督、脚本家、歌手（* 1952年）
- 2月14日 - ジェニー・ステイリー・ホード（英語版）：テニス選手（* 1934年）
- 2月19日 - ジェシー・ベアード（英語版）：テレビ司会者、ジャーナリスト（* 1997年）
- 2月21日 - ジェイヨ・アーチャー（英語版）：モトクロスライダー（* 1996年）

### 3月
- 3月4日 - マイケル・ジェンキンス（英語版）：作家、プロデューサー、映画・テレビ監督（* 1946年）
- 3月10日 - スティーブ・マクスウェル（英語版）：サッカー選手 (FW)、同国代表（* 1965年）

### 4月
- 4月8日 - ロン・ロード（英語版）：サッカー選手 (GK)、同国代表（* 1965年）
- 4月22日 - ブライアン・トービン（英語版）：テニス選手（* 1930年）

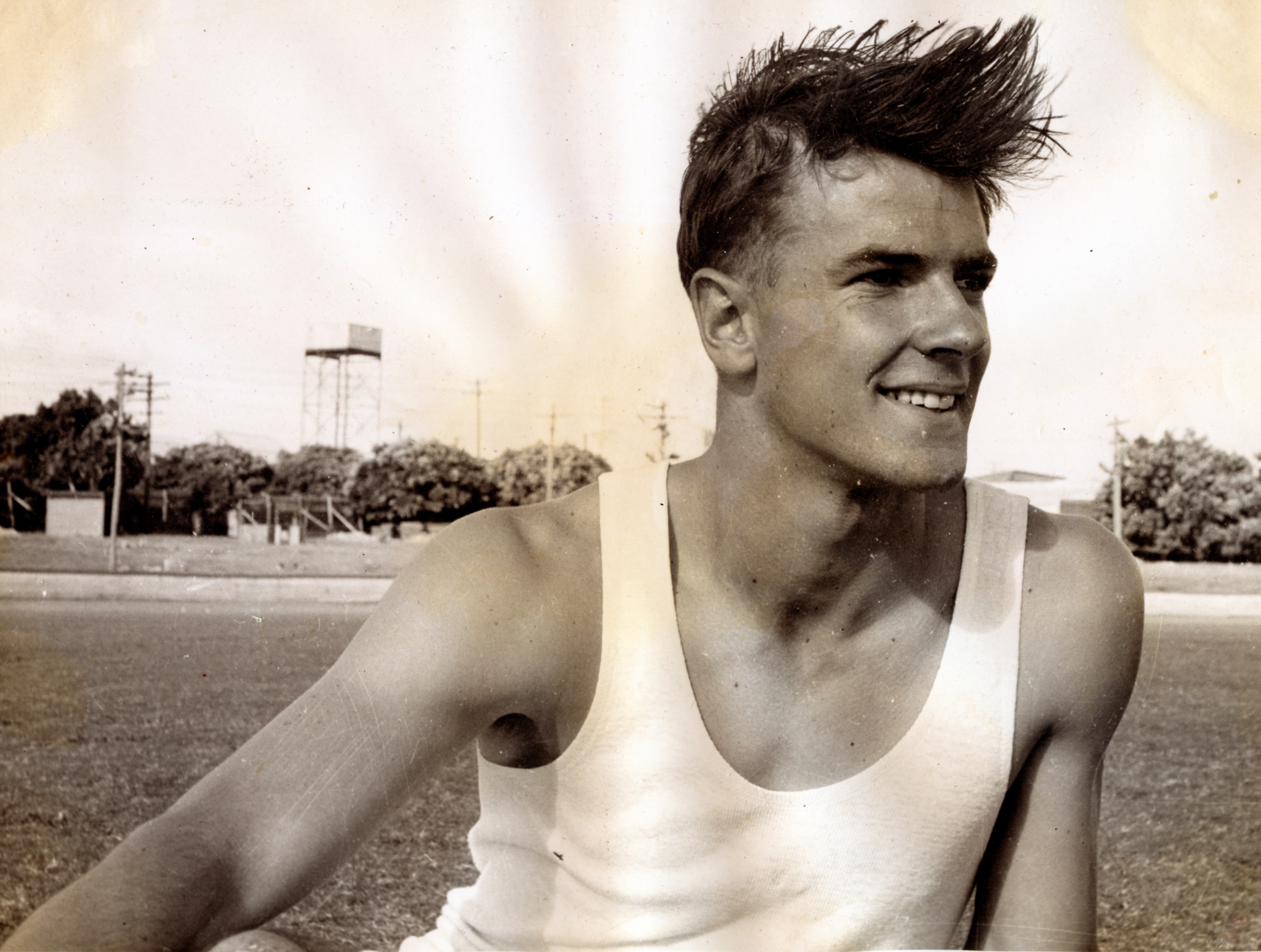
ケバン・ゴスパー

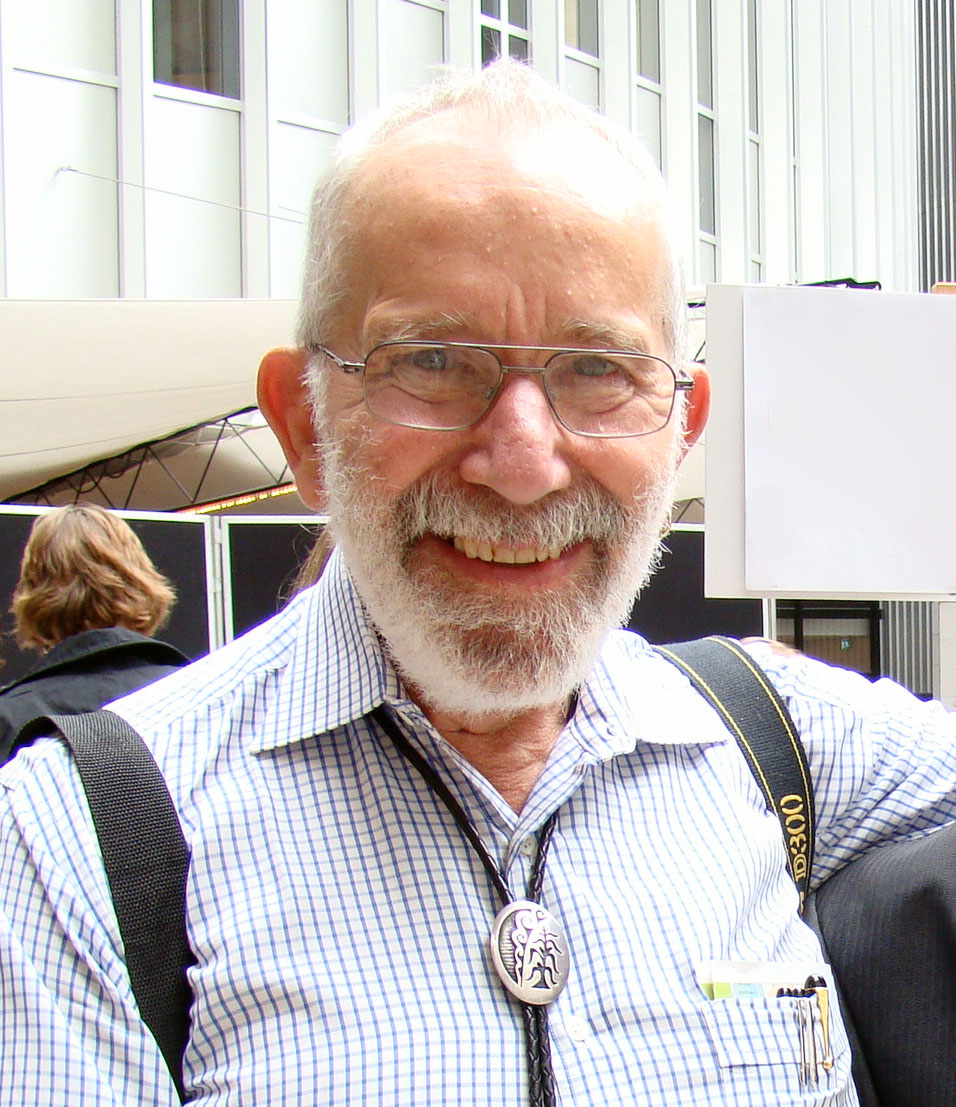
ロビン・ウォレン

- 4月24日 - テリー・ヒル（英語版）：ラグビーオーストラリア代表（* 1972年）

### 5月
- 5月10日 - ヒュー・エドワーズ：写真家（* 1933年）
- 5月10日 - パトリック・ニラン（英語版）：フィールドホッケー選手、1968年メキシコシティーオリンピック銀メダリスト（* 1941年）
- 5月18日 - フランク・アイフィールド（英語版）：カントリー歌手、ギタリスト（* 1937年）
- 5月23日 - デスティニー・ディーコン（英語版）：写真家（* 1957年）
- 5月29日 - ボブ・ロジャース（英語版）：DJ（* 1926年）

### 6月
- 6月4日 - ジョン・ブラックマン（英語版）：テレビ司会者、作家（* 1947年）

### 7月
- 7月10日 - ボブ・バンクス（英語版）：ラグビーオーストラリア代表（* 1930年）
- 7月19日 - ケバン・ゴスパー：陸上競技選手 (短距離走)、1956年メルボルンオリンピック銀メダリスト、国際オリンピック委員会副会長（* 1933年）
- 7月23日 - ロビン・ウォレン：病理学者、2005年にノーベル生理学・医学賞受賞（* 1937年）
- 7月26日 - ジャネット・アンドレワーサ（英語版）：女優（* 1951年）

### 8月
- 8月11日 - スティーブ・デイビズリム（英語版）：オペラ歌手（* 1967年）
- 8月30日 - ジャック・ヒバード（英語版）：劇作家（* 1940年）

### 9月

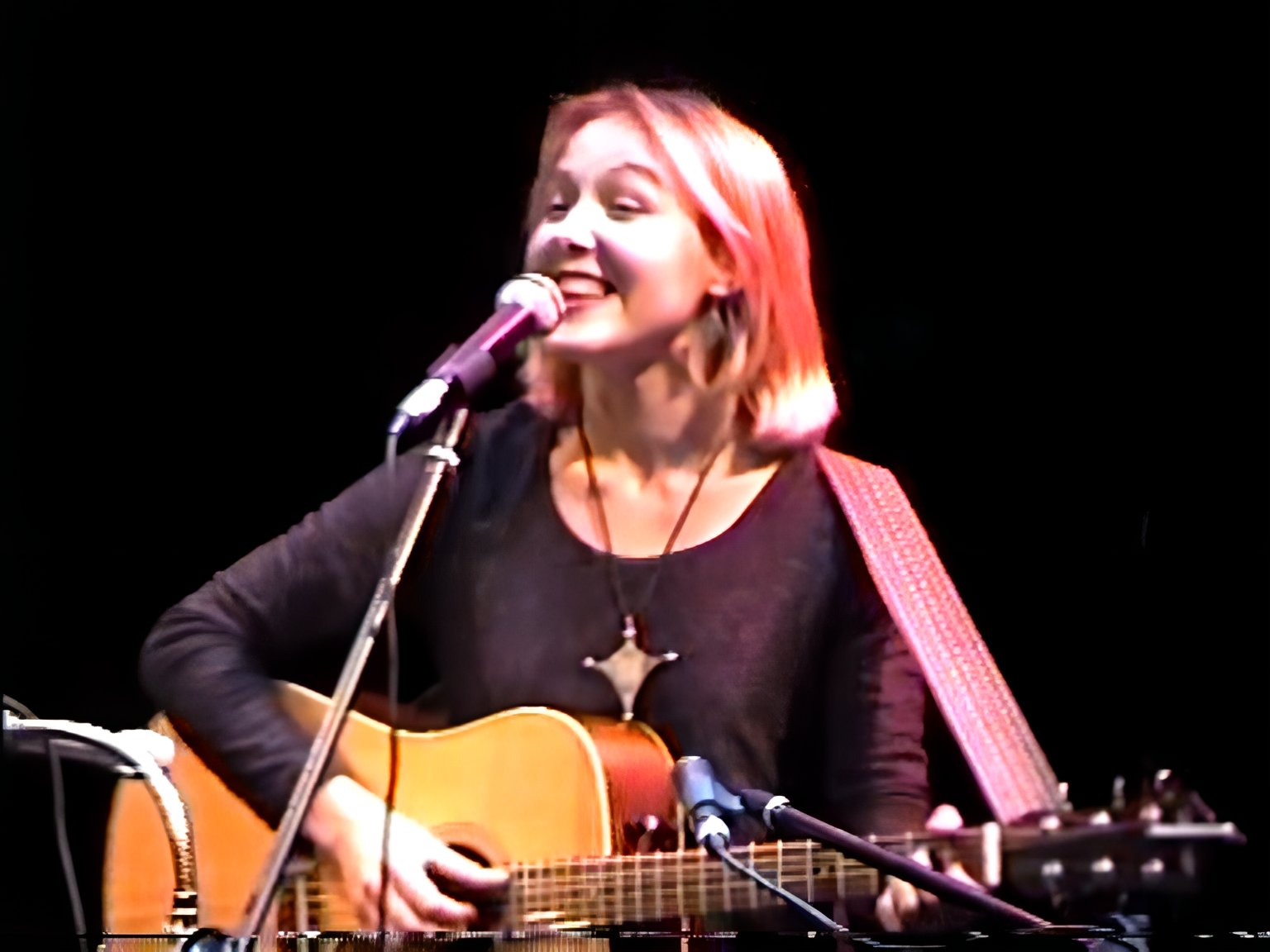
ズリヤ・カマロワ

- 9月11日 - フランク・ミッソン（英語版）：クリケット選手（* 1938年）
- 9月13日 - レックス・マリノス（英語版）：俳優、テレビディレクター、ラジオパーソナリティ（* 1949年）
- 9月17日 - ジーン・ロバーツ（英語版）：陸上競技選手 (円盤投、砲丸投)（* 1943年）
- 9月18日 - ディック・ダイアモンド（英語版）：ギタリスト（* 1947年）
- 9月18日 - ズリヤ・カマロワ（英語版）：歌手（* 1969年）

### 10月
- 10月3日 - フィオナ・マクドナルド（英語版）：テレビ司会者（* 1957年）
- 10月3日 - ジャック・コルウェル（英語版）：シンガーソングライター（* 1989年）
- 10月4日 - バーバラ・ブラックマン（英語版）：作家、エッセイスト、詩人（* 1928年）
- 10月8日 - ジョセフ・ヘイダー（英語版）：重量挙げ選手（* 1938年）
- 10月15日 - ジョージ・ネガス（英語版）：ジャーナリスト、作家（* 1942年）
- 10月16日 - オリー・オルセン（英語版）：マルチ楽器奏者、作曲家、サウンドデザイナー（* 1958年）

### 11月
- 11月6日 - フィリス・オドネル（英語版）：サーファー（* 1937年）
- 11月15日 - アイリーン・クレイマー（英語版）：ダンサー、振付師（* 1914年）
- 11月18日 - コリン・ピーターセン（英語版）：ドラマー、音楽プロデューサー（* 1946年）
- 11月28日 - トム・ヒューズ（英語版）：政治家（* 1923年）

### 12月
- 12月1日 - イアン・レッドパス（英語版）：クリケット選手（* 1941年）
- 12月2日 - ニール・フレーザー：テニス選手、国際テニス殿堂（* 1933年）
- 12月10日 - ブレンダ・ウォーカー（英語版）：作家（* 1957年）
- 12月11日 - マギー・タベラー（英語版）：モデル、テレビ司会者（* 1936年）
- 12月14日 - ケビン・アンドルーズ（英語版）：政治家、複数の大臣経験者（* 1955年）
- 12月18日 - ジョン・マースデン（英語版）：作家、代表作は『明日シリーズ（英語版）』（* 1950年）
- 12月19日 - マイケル・ルーニグ（英語版）：漫画家（* 1945年）
- 12月27日 - ナイジェル・ビュエスト（英語版）：映画製作者（* 1938年）